# Vương Uy
Vương Uy (tiếng Trung: 王威; bính âm: Wang Wei; ? – 208?) là tướng lĩnh dưới trướng quân phiệt Lưu Tông cuối thời Đông Hán trong lịch sử Trung Quốc.

## Cuộc đời
Vương Uy quê ở Kinh Châu, không rõ quận nào. Vương Uy vốn không được nhắc tới trong Tam quốc chí của Trần Thọ, mà chỉ được ghi chép lại trong Hán Tấn xuân thu của Tập Tạc Xỉ thời Tiền Tần.
Năm 208, Lưu Biểu chết bệnh, Thái Mạo lập Lưu Tông làm Kinh Châu mục. Tào Tháo nhân cơ hội kéo quân xuống chiếm Kinh Châu. Các bộ hạ của Lưu Tông như Khoái Việt, Phó Tốn, Hàn Tung đều khuyên Lưu Tông đầu hàng Tào Tháo. Cuối cùng, Lưu Tông nghe lời Phó Tốn chấp nhận đầu hàng, phái Tống Trung đến thông báo cho Lưu Bị.
Vương Uy sau đó hiến kế: Tào Tháo cho rằng tướng quân đã đầu hàng, Lưu Dự Châu đã bỏ đi, tất nhiên không hề đề phòng. Nếu cho ta mấy nghìn kỳ binh, chặn đánh ở nơi đất hiểm, có thể bắt được [Tào] Tháo vậy. Bắt được Tháo, có thể uy chấn thiên hạ, ngồi như bước hổ, đất Trung Nguyên tuy rộng lớn, nhưng có thể gửi hịch mà bình định, không ngừng thu được một trận thắng để giữ giữ gìn hiện trạng [còn có thể gây dựng bá nghiệp]. Đây là cơ hội hiếm gặp, không thể bỏ qua.
Tuy nhiên, Lưu Tông không tiếp thu. Từ đây không còn ghi chép.

## Trong văn hóa
Trong tiểu thuyết Tam quốc diễn nghĩa, Vương Uy xuất hiện ở hồi 34, cùng Văn Sính là hai tướng lĩnh đứng đầu trong quân đội Lưu Biểu. Lưu Biểu mở yến, do bị ốm nên để Lưu Bị chủ trì. Thuộc hạ của Lưu Biểu là Thái Mạo muốn nhân cơ hội này ám sát Lưu Bị, nhưng lại lo lắng Triệu Vân luôn hộ vệ bên cạnh. Mưu sĩ Khoái Việt bèn bày kế, để Vương Uy, Văn Sinh tổ chức yến riêng cho võ tướng ở nơi khác rồi mời Triệu Vân đến.
Khi Lưu Biểu chết, Lưu Tông kế vị, đầu hàng Tào Tháo. Tào Tháo khi đó đang đóng quân ở Phàn Thành, yêu cầu Lưu Tông đến yết kiến. Vương Uy bèn hiến kế: nhân lúc Tào Tháo không đề phòng, tập kích ở nơi hiểm yếu; nếu có thể bắt được Tào Tháo thì sẽ uy chấn thiên hạ, từ đó triển khai bá nghiệp. Nhưng Lưu Tông nhu nhược, đem kế sách nói với Thái Mạo. Thái Mạo kịch liệt phản đối, mắng Uy ăn nói bừa bãi. Vương Uy nổi giận, không hề sợ hãi mà mắng Mạo là kẻ gian bán chủ cầu vinh.
Lưu Tông chính thức đầu hàng. Tào Tháo bội ước, phong Lưu Tông làm thứ sử Thanh Châu, bắt hai mẹ con phải đi tiền nhiệm ngay lập tức. Các quan viên, tướng lĩnh Kinh Châu khi ấy đều ở lại chỗ Tào Tháo để hưởng phú quý, chỉ có một mình Vương Uy vẫn đi theo. Tào Tháo sau đó sai Vu Cấm mang quân đuổi giết Lưu Tông. Vương Uy liều chết chống cự, cuối cùng tử tiết.